# Нигматуллина, Ульяна Николаевна
Улья́на Никола́евна Нигмату́ллина (до лета 2021 — Ка́йшева; род. 8 марта 1994, Можга, Удмуртия) — российская биатлонистка, серебряный и бронзовый призер Олимпийских Игр (2022), чемпионка в гонке преследования и бронзовый призёр в спринте зимних юношеских Олимпийских игр 2012 года в Инсбруке. Абсолютная чемпионка мира среди девушек (до 19 лет) 2013 года. Двукратная чемпионка Европы по биатлону среди юниорок (до 21 года). Бронзовый призёр III Всемирных зимних военных игр в Сочи в спринте и чемпионка игр в командном зачёте (Акимова, Кайшева, Нечкасова). Чемпионка мира по летнему биатлону в смешанной эстафете. Заслуженный мастер спорта России (2022).

## Биография
Родилась в спортивной семье. Её родители — Николай Кайшев и Людмила Кайшева — лыжники. Ульяна начала заниматься биатлоном с 10 лет у Заслуженного тренера Удмуртской Республики, Алексея Федоровича Коротаева, в отделении РСДЮСШОР по биатлону в Можге. С 2008 года обучалась под руководством Заслуженного тренера Удмуртской Республики, А. Л. Богданова в Ижевске. В 2009 году начала тренировки под руководством тренеров Н. П. Савинова и А. И. Суслова в составе юношеской команды России. Младшая сестра Анастасия также начинала заниматься биатлоном у Алексея Коротаева.
Во время смешанной эстафеты на зимних юношеских Олимпийских играх 2012 нарушила разметку трассы, за что сборная России была дисквалифицирована.
В 2012 году поступила в Удмуртский государственный университет, на менеджера по организации туризма. В 2023 году закончила годичное обучение в российском международном олимпийском университете по специализации «Мастер спортивного управления».

## Юниорские и молодёжные достижения
| Год  | Турнир | Место проведения | Возраст | Инд | Спр | Пр | Эст | СЭ  |
| ---- | ------ | ---------------- | ------- | --- | --- | -- | --- | --- |
| 2012 | ЮОИ    | Инсбрук          | U18     | —   | 3   | 1  | 2   | DSQ |
| 2013 | ЮЧМ    | Обертиллиах      | U19     | 1   | 1   | 1  | 1   | х   |
| 2013 | ЧЕ     | Банско           | U21     | —   | 1   | 10 | х   | —   |
| 2014 | ЧЕ     | Нове-Место       | U21     | 27  | 3   | 2  | х   | 2   |
| 2014 | ЮЧМ    | Преск-Айл        | U21     | 3   | 18  | 5  | 2   | х   |
| 2015 | ЧЕ     | Отепя            | U21     | 5   | 3   | 2  | х   | 1   |
| 2015 | ЮЧМ    | Минск            | U21     | 6   | 12  | 12 | 2   | х   |

## Кубок мира
Дебютировала в Кубке мира в возрасте 21 года 18 декабря 2015 года на третьем этапе сезона в Поклюке в спринтерской гонке, по результатам которой заняла 62-е место. Больше в Кубке мира в сезоне 2015/2016 не выступала. В Кубке IBU 2015/2016 заняла 17-е место в общем зачёте (седьмое среди россиянок).
6 января 2017 года, в своей второй в карьере гонке Кубка мира, в Оберхофе в спринте финишировала 27-й и набрала первые очки в Кубке мира.
12 января 2017 года в Рупольдинге дебютировала в составе эстафетной команды России в Кубке мира (Сливко, Акимова, Кайшева, Подчуфарова). Кайшева бежала на третьем этапе и на стрельбе стоя получила два штрафных круга. По итогам гонки Россия заняла 13-е место, проиграв победительницам из Германии почти 4 минуты.

### Олимпийские игры 2018 в Корее
До Олимпиады допущено всего 4 участника из России, одной из них стала Кайшева. По этой причине она приняла участие во всех видах программы, кроме женской эстафеты, в которой просто не набралось нужного количества участниц, и масс-старта, в который она не отобралась.
Лучший личный результат показан 15 февраля в индивидуальной гонке — 24 место.

### После Олимпиады
15 марта 2018 в спринте на этапе в Холменколлене впервые в карьере заняла 8-е место, сразу за Екатериной Юрловой. В гонке преследования повторила данный результат.
Выиграла спринт чемпионата России 2018 года и стала бронзовым призёром гонки преследования.
10 января 2021 года в Оберхофе на 5-м этапе Кубка мира Кайшева одержала победу в смешанной эстафете в составе сборной России (вместе со Светланой Мироновой, Александром Логиновым и Эдуардом Латыповым).
На XXIV зимних Олимпийских играх в феврале 2022 года в Пекине, Ульяна в первый день соревнований в составе смешанной эстафетной команды Олимпийского комитета России завоевала олимпийскую бронзовую медаль.

### Результаты выступлений на Кубке мира
| 2021/2022 Итоги | 2021/2022 Итоги | Эстерсунд | Эстерсунд | Эстерсунд | Эстерсунд | Эстерсунд | Хохфильцен | Хохфильцен | Хохфильцен | Анси | Анси | Анси | Оберхоф | Оберхоф | Оберхоф | Оберхоф | Рупольдинг | Рупольдинг | Рупольдинг | Антхольц | Антхольц | Антхольц | ОИ Пекин (*) | ОИ Пекин (*) | ОИ Пекин (*) | ОИ Пекин (*) | ОИ Пекин (*) | ОИ Пекин (*) | Контиолахти | Контиолахти | Контиолахти | Отепя | Отепя | Отепя | Отепя | Осло | Осло | Осло |
| Очков           | Место           | Инд       | Спр       | Спр       | Эст       | Пр        | Спр        | Пр         | Эст        | Спр  | Пр   | МС   | Спр     | См      | Осм     | Пр      | Спр        | Эст        | Пр         | Инд      | МС       | Эст      | См           | Инд          | Спр          | Пр           | Эст          | МС           | Эст         | Спр         | Пр          | Спр   | МС    | См    | Осм   | Спр  | Пр   | МС   |
| 285             | 25              | 5         | 17        | 29        | 8         | 17        | 30         | 17         | 2          | 23   | 26   | 7    | 82      | —       | —       | —       | 49         | —          | 25         | 10       | 8        | 2        | 3            | 78           | 13           | 11           | 2            | 17           | —           | —           | —           | —     | —     | —     | —     | —    | —    | —    |

| 2020/2021 Итоги | 2020/2021 Итоги | Контиолахти | Контиолахти | Контиолахти | Контиолахти | Контиолахти | Хохфильцен | Хохфильцен | Хохфильцен | Хохфильцен | Хохфильцен | Хохфильцен | Оберхоф | Оберхоф | Оберхоф | Оберхоф | Оберхоф | Оберхоф | Оберхоф | Антхольц | Антхольц | Антхольц | ЧМ Поклюка | ЧМ Поклюка | ЧМ Поклюка | ЧМ Поклюка | ЧМ Поклюка | ЧМ Поклюка | ЧМ Поклюка | Нове-Место | Нове-Место | Нове-Место | Нове-Место | Нове-Место | Нове-Место | Нове-Место | Эстерсунд | Эстерсунд | Эстерсунд |
| Очков           | Место           | Инд         | Спр         | Спр         | Эст         | Пр          | Спр        | Эст        | Пр         | Спр        | Пр         | МС         | Спр     | Пр      | См      | ОСм     | Спр     | Эст     | МС      | Инд      | МС       | Эст      | См         | Спр        | Пр         | Инд        | ОСм        | Эст        | МС         | Эст        | Спр        | Пр         | Спр        | Пр         | См         | ОСм        | Спр       | Пр        | МС        |
| 394             | 20              | 15          | 26          | 54          | 4           | 50          | 18         | 8          | 27         | 48         | 50         | —          | 22      | 19      | 1       | —       | 19      | 4       | 19      | 9        | 22       | 1        | 9          | 36         | 29         | 24         | —          | 11         | —          | 8          | 13         | 21         | 58         | 43         | 7          | —          | 16        | 8         | 5         |

| 2019/2020 Итоги | 2019/2020 Итоги | Эстерсунд | Эстерсунд | Эстерсунд | Эстерсунд | Эстерсунд | Хохфильцен | Хохфильцен | Хохфильцен | Анси | Анси | Анси | Оберхоф | Оберхоф | Оберхоф | Рупольдинг | Рупольдинг | Рупольдинг | Поклюка | Поклюка | Поклюка | Поклюка | ЧМ Антхольц | ЧМ Антхольц | ЧМ Антхольц | ЧМ Антхольц | ЧМ Антхольц | ЧМ Антхольц | ЧМ Антхольц | Нове-Место | Нове-Место | Нове-Место | Контиолахти | Контиолахти | Контиолахти | Контиолахти | Холменколлен | Холменколлен | Холменколлен |
| Очков           | Место           | Сусм      | См        | Спр       | Инд       | Эст       | Спр        | Пр         | Эст        | Спр  | Пр   | МС   | Спр     | МС      | Эст     | Спр        | Эст        | Пр         | Сусм    | См      | Инд     | МС      | См          | Спр         | Пр          | Инд         | Сусм        | Эст         | МС          | Спр        | Эст        | МС         | Спр         | Пр          | Сусм        | См          | Спр          | Пр           | МС           |
| 0               | —               | —         | —         | —         | —         | —         | —          | —          | —          | —    | —    | —    | —       | —       | —       | —          | —          | —          | —       | —       | —       | —       | —           | —           | —           | —           | —           | —           | —           | 86         | —          | —          | —           | —           | отм         | отм         | отм          | отм          | отм          |

| 2018/2019 Итоги | 2018/2019 Итоги | Поклюка | Поклюка | Поклюка | Поклюка | Поклюка | Хохфильцен | Хохфильцен | Хохфильцен | Нове-Место | Нове-Место | Нове-Место | Оберхоф | Оберхоф | Оберхоф | Рупольдинг | Рупольдинг | Рупольдинг | Антхольц | Антхольц | Антхольц | Канмор | Канмор | Солт-Лейк-Сити | Солт-Лейк-Сити | Солт-Лейк-Сити | Солт-Лейк-Сити | ЧМ Эстерсунд | ЧМ Эстерсунд | ЧМ Эстерсунд | ЧМ Эстерсунд | ЧМ Эстерсунд | ЧМ Эстерсунд | ЧМ Эстерсунд | Холменколлен | Холменколлен | Холменколлен |
| Очков           | Место           | Сусм    | См      | Инд     | Спр     | Пр      | Спр        | Пр         | Эст        | Спр        | Пр         | МС         | Спр     | Пр      | Эст     | Спр        | Эст        | МС         | Спр      | Пр       | МС       | Инд    | Эст    | Спр            | Пр             | Сусм           | См             | См           | Спр          | Пр           | Инд          | Сусм         | Эст          | МС           | Спр          | Пр           | МС           |
| 82              | 57              | 7       | —       | 34      | 70      | —       | 79         | —          | —          | —          | —          | —          | —       | —       | —       | —          | —          | —          | —        | —        | —        | 17     | 10     | 20             | 11             | 11             | —              | —            | —            | —            | 60           | —            | 5            | —            | 50           | 46           | —            |

| 2017/2018 Итоги | 2017/2018 Итоги | Эстерсунд | Эстерсунд | Эстерсунд | Эстерсунд | Эстерсунд | Хохфильцен | Хохфильцен | Хохфильцен | Анси | Анси | Анси | Оберхоф | Оберхоф | Оберхоф | Рупольдинг | Рупольдинг | Рупольдинг | Антхольц | Антхольц | Антхольц | ОИ Пхёнчхан (*) | ОИ Пхёнчхан (*) | ОИ Пхёнчхан (*) | ОИ Пхёнчхан (*) | ОИ Пхёнчхан (*) | ОИ Пхёнчхан (*) | Контиолахти | Контиолахти | Контиолахти | Контиолахти | Холменколлен | Холменколлен | Холменколлен | Тюмень | Тюмень | Тюмень |
| Очков           | Место           | Сусм      | См        | Инд       | Спр       | Пр        | Спр        | Пр         | Эст        | Спр  | Пр   | МС   | Спр     | Пр      | Эст     | Инд        | Эст        | МС         | Спр      | Пр       | МС       | Спр             | Пр              | Инд             | МС              | См              | Эст             | Спр         | Сусм        | См          | МС          | Спр          | Эст          | Пр           | Спр    | Пр     | МС     |
| 116             | 48              | —         | —         | —         | —         | —         | —          | —          | —          | —    | —    | —    | —       | —       | —       | 89         | 7          | —          | 75       | —        | —        | 33              | 52              | 24              | —               | 9               | —               | 25          | —           | 4           | —           | 8            | 9            | 8            | 25     | 25     | —      |

| 2016/2017 Итоги | 2016/2017 Итоги | Эстерсунд | Эстерсунд | Эстерсунд | Эстерсунд | Эстерсунд | Поклюка | Поклюка | Поклюка | Нове-Место | Нове-Место | Нове-Место | Оберхоф | Оберхоф | Оберхоф | Рупольдинг | Рупольдинг | Рупольдинг | Антхольц | Антхольц | Антхольц | ЧМ Хохфильцен | ЧМ Хохфильцен | ЧМ Хохфильцен | ЧМ Хохфильцен | ЧМ Хохфильцен | ЧМ Хохфильцен | Пхёнчхан | Пхёнчхан | Пхёнчхан | Контиолахти | Контиолахти | Контиолахти | Контиолахти | Холменколлен | Холменколлен | Холменколлен |
| Очков           | Место           | Сусм      | См        | Инд       | Спр       | Пр        | Спр     | Пр      | Эст     | Спр        | Пр         | МС         | Спр     | Пр      | МС      | Эст        | Спр        | Пр         | Инд      | МС       | Эст      | См            | Спр           | Пр            | Инд           | Эст           | МС            | Спр      | Пр       | Эст      | Спр         | Пр          | Сусм        | См          | Спр          | Пр           | МС           |
| 40              | 74              | —         | —         | —         | —         | —         | —       | —       | —       | —          | —          | —          | 27      | 27      | —       | 13         | 37         | 33         | 47       | —        | —        | —             | —             | —             | —             | —             | —             | —        | —        | —        | —           | —           | —           | —           | —            | —            | —            |

| 2015/2016 Итоги | 2015/2016 Итоги | Эстерсунд | Эстерсунд | Эстерсунд | Эстерсунд | Эстерсунд | Хохфильцен | Хохфильцен | Хохфильцен | Поклюка | Поклюка | Поклюка | Рупольдинг | Рупольдинг | Рупольдинг | Рупольдинг | Рупольдинг | Рупольдинг | Антхольц | Антхольц | Антхольц | Канмор | Канмор | Канмор | Канмор | Преск-Айл | Преск-Айл | Преск-Айл | ЧМ Хольменколлен | ЧМ Хольменколлен | ЧМ Хольменколлен | ЧМ Хольменколлен | ЧМ Хольменколлен | ЧМ Хольменколлен | Ханты-Мансийск | Ханты-Мансийск |
| Очков           | Место           | Сусм      | См        | Инд       | Спр       | Пр        | Спр        | Пр         | Эст        | Спр     | Пр      | МС      | Спр        | Пр         | МС         | Инд        | Эст        | МС         | Спр      | Пр       | Эст      | Спр    | МС     | Сусм   | См     | Спр       | Пр        | Эст       | См               | Спр              | Пр               | Инд              | Эст              | МС               | Спр            | Пр             |
| 0               | —               | —         | —         | —         | —         | —         | —          | —          | —          | 62      | —       | —       | —          | —          | —          | —          | —          | —          | —        | —        | —        | —      | —      | —      | —      | —         | —         | —         | —                | —                | —                | —                | —                | —                | —              | —              |

## Личная жизнь
В июне 2021 года вышла замуж за бывшего лыжника и тренера Ильшата Нигматуллина и взяла его фамилию. 4 февраля 2023 года у пары родилась дочь Айна.

## Награды
- Медаль ордена «За заслуги перед Отечеством» I степени (25 февраля 2022 года) — за высокие спортивные достижения, волю к победе, стойкость и целеустремлённость, проявленные на XXIIV Олимпийских зимних играх 2022 года в городе Пекине (Китайская Народная Республика)[9];
- Заслуженный мастер спорта России (2022).